# Le Foyer juif
 (juin 2015).
 Le Foyer juif (hébreu : הבית היהודי, HaBayit HaYehudi) était un parti politique classé le plus souvent à l'extrême droite,, nationaliste, conservateur et sioniste religieux,, et le principal parti des colons israéliens. Il est formé par la fusion du Parti national religieux, du Moledet et du Tkuma en novembre 2008, mais, peu après, ces deux dernières formations font sécession pour rejoindre l'Union nationale. Il fusionne le 3 août 2023 avec le Parti sioniste religieux pour reformer le Parti national religieux.

## Histoire

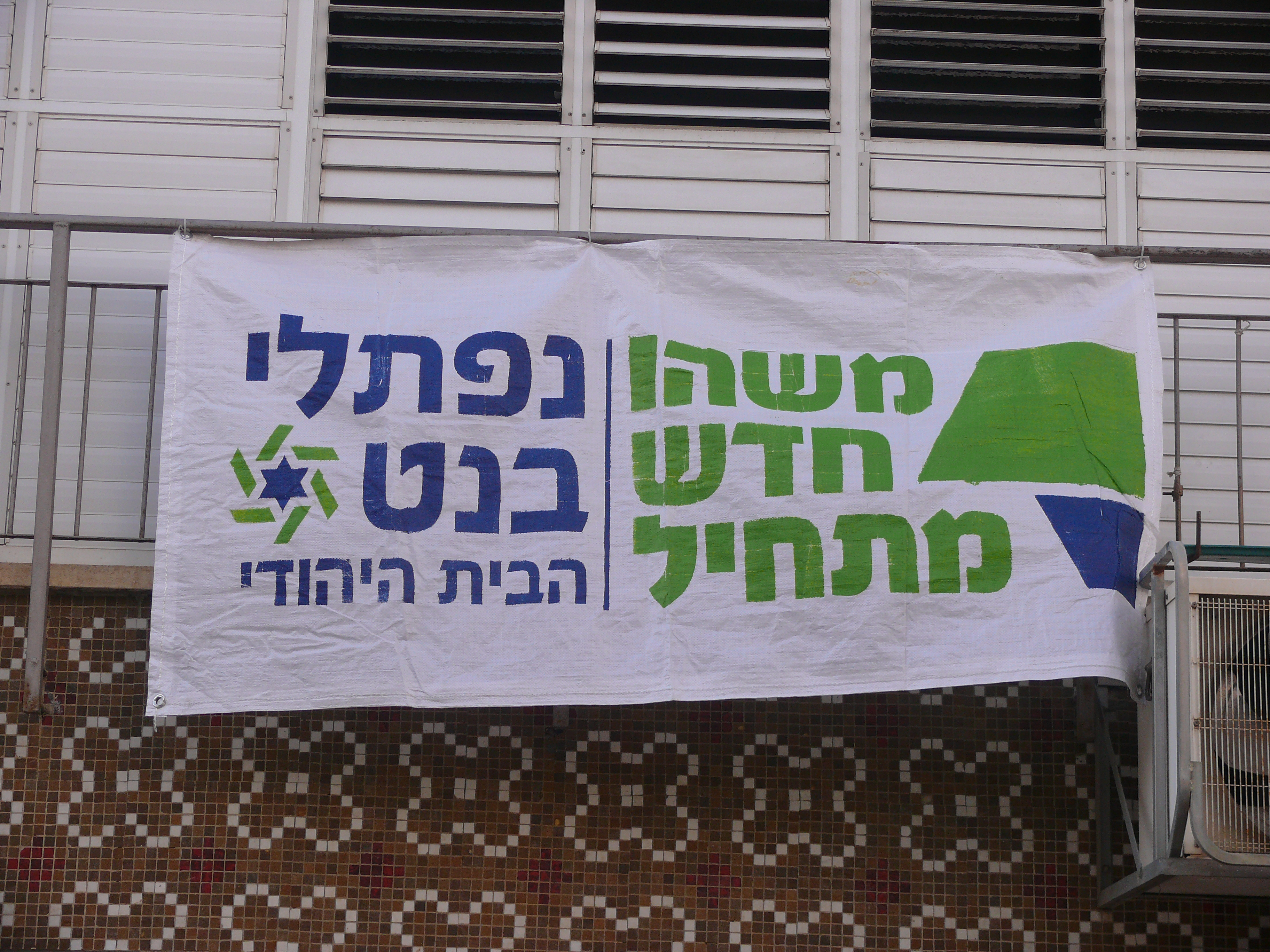
L'affiche le Foyer juif pour les élections législatives israéliennes de 2013 : Quelque chose de nouveau commence.

Le Parti national religieux et l'Union nationale s'allient à l'origine afin de présenter une liste commune aux élections législatives israéliennes de 2006.
Le 3 novembre 2008, le nouveau parti est formé par la fusion du Parti national religieux, du Moledet et du Tkuma. Cependant, Ahi et Hatikva, autres composantes de l'Union nationale, rejettent cette fusion. Leurs dirigeants, Effi Eitam et Aryeh Eldad respectivement, étant tous deux opposés à ce que le parti soit religieux, Effi Eitam reprochant en plus l'absence de primaires au sein du nouveau parti.
Cinq noms sont alors proposés pour baptiser la nouvelle formation : HaBayit HaYehudi (« le Foyer juif »), Shorashim (« Racines »), Atzma'ut (« Indépendance »), Shalem (« Ensemble »), et Amihai. Lors d'un scrutin sur internet, les adhérents choisirent « le Foyer juif ».
Ya'akov Amidror est désigné à la tête du comité chargé d'établir la liste du parti pour les élections législatives de 2009. Le 8 décembre 2008, le rabbi Daniel Hershkovitz, mathématicien au Technion, est choisi afin de diriger le nouveau parti.
Lorsque le Foyer juif rend publique sa liste pour les élections de 2009, cinq des six premières places sont occupées par d'ex-membres du Parti national religieux. Le représentant à la Knesset du Tkuma Uri Ariel est la seule exception à la troisième place. Les sondages indiquant alors que le Foyer juif pourrait obtenir entre cinq et sept sièges, les six premières places sont âprement discutées. Les ex-membres de l'Union nationale se plaignent à nouveau. L'ancien représentant à la Knesset du Moledet Binyamin Elon indique ne pas vouloir de réélection et est remplacé par Uri Bank, immigrant venant des États-Unis. Les membres restant du Moledet, voyant que leur représentant le mieux placé est pointé à la 17e position sur la liste du nouveau parti, le quittent et s'allient avec le Hatikva dans une nouvelle Union nationale qu'Uri Bank intègre à son tour par la suite. De son côté, l'Ahi rejoint le Likoud.
Le 25 décembre, le représentant à la Knesset du Tkuma Uri Ariel quitte aussi le parti afin de rejoindre l'Union nationale. Cette défection fait que le Foyer juif devient à peine plus qu'un Parti national religieux rebaptisé.
Lors des élections législatives de 2009, le Foyer juif obtient trois sièges à la Knesset.
En 2012, Naftali Bennett, ancien dirigeant d'entreprise et ancien proche collaborateur de Benyamin Netanyahou quitte le Likoud pour le Foyer juif et en est élu président le 6 novembre. Le Foyer juif (associé à Tkuma) obtient 12 sièges aux élections législatives de 2013 et huit sièges aux élections législatives de 2015.
En décembre 2018, trois députés du Foyer juif, dont son leader historique Bennett, ont quitté le parti pour former la Nouvelle Droite. Rafi Peretz a été élu président du parti le 4 février 2019.
En février 2019, le Foyer juif a constitué une liste commune avec Tkuma et Otzma Yehudit, au sein d'une alliance électorale baptisée Union des partis de droite en vue des élections législatives de 2019.

### Objectifs du parti
L'objectif principal du parti était de défendre les intérêts des juifs orthodoxes modernes ainsi que de ceux des juifs chardal. Le parti était aussi opposée à la création d'un État palestinien, au profit d'une solution à un État et demande l'annexion de la zone C de Cisjordanie par Israël et l'offre de la citoyenneté israélienne aux Palestiniens qui y vivent,,.
Les principaux objectifs du parti étaient les suivants :
- La colonisation des territoires palestiniens occupés[36],[37].
- Promotion de l'éducation juive dans les établissements scolaires.
- Faciliter l’accès à l'éducation.
- Réduction des écarts sociaux grâce à l'enseignement.
- Renforcement des institutions d'enseignement religieux national
- Gratuité totale de l'enseignement primaire, secondaire et supérieur
- Protection de l'identité juive.
- Protection de l'armée, des institutions religieuses nationales et de l'image d’Israël.
- Encouragement des ultra-orthodoxes et des minorités religieuses à entrer dans la vie civile et militaire.
- Lutte contre l'immigration clandestine et soutien à l'immigration juive.

Au niveau international, la presse et les observateurs classaient le parti à droite, ou, le plus souvent, à l'extrême droite,, du spectre politique israélien pour son néosionisme. En revanche, les médias israéliens le classent généralement à droite,,,,.
Le parti était considéré comme faisant partie du camp national (en) au sein de la classe politique israélienne, un groupe de partis politiques qui partagent des vues nationalistes et qui forment souvent des gouvernements de coalition ensemble.

## Présidents du parti
| Titulaire | Titulaire          | Début | Fin  |
| --------- | ------------------ | ----- | ---- |
|           | Daniel Hershkowitz | 2008  | 2012 |
|           | Naftali Bennett    | 2012  | 2018 |
|           | Rafi Peretz        | 2019  | 2021 |
|           | Hagit Moshe        | 2021  | 2023 |

## Résultats électoraux
| Année   | Chef de file       | %                                       | Rang                                    | Mandats          | Gouvernement        | Remarques         |
| ------- | ------------------ | --------------------------------------- | --------------------------------------- | ---------------- | ------------------- | ----------------- |
| 2009    | Daniel Hershkowitz | 2,87                                    | 11e                                     | 3 / 120          | Netanyahou II       |                   |
| 2013    | Naftali Bennett    | 9,12                                    | 4e                                      | 8 / 120          | Netanyahou III      | Associé à Tkuma.  |
| 2015    | Naftali Bennett    | 6,74                                    | 6e                                      | 6 / 120          | Netanyahou IV       | Associé à Tkuma.  |
| 04/2019 | Rafi Peretz        | Au sein de l'Union des partis de droite | Au sein de l'Union des partis de droite | 3 / 120          | Pas de gouvernement |                   |
| 09/2019 | Rafi Peretz        | Au sein de l'alliance Yamina            | Au sein de l'alliance Yamina            | 2 / 120          | Pas de gouvernement |                   |
| 2020    | Rafi Peretz        | Au sein de l'alliance Yamina            | Au sein de l'alliance Yamina            | 1 / 120          | Netanyahou V        |                   |
| 2021    | Ne participe pas   | Ne participe pas                        | Ne participe pas                        | Ne participe pas | Extra-parlementaire |                   |
| 2022    | Ayelet Shaked      | 1,19                                    | 13e                                     | 0 / 120          | Extra-parlementaire | Associé à Yamina. |

## Députés

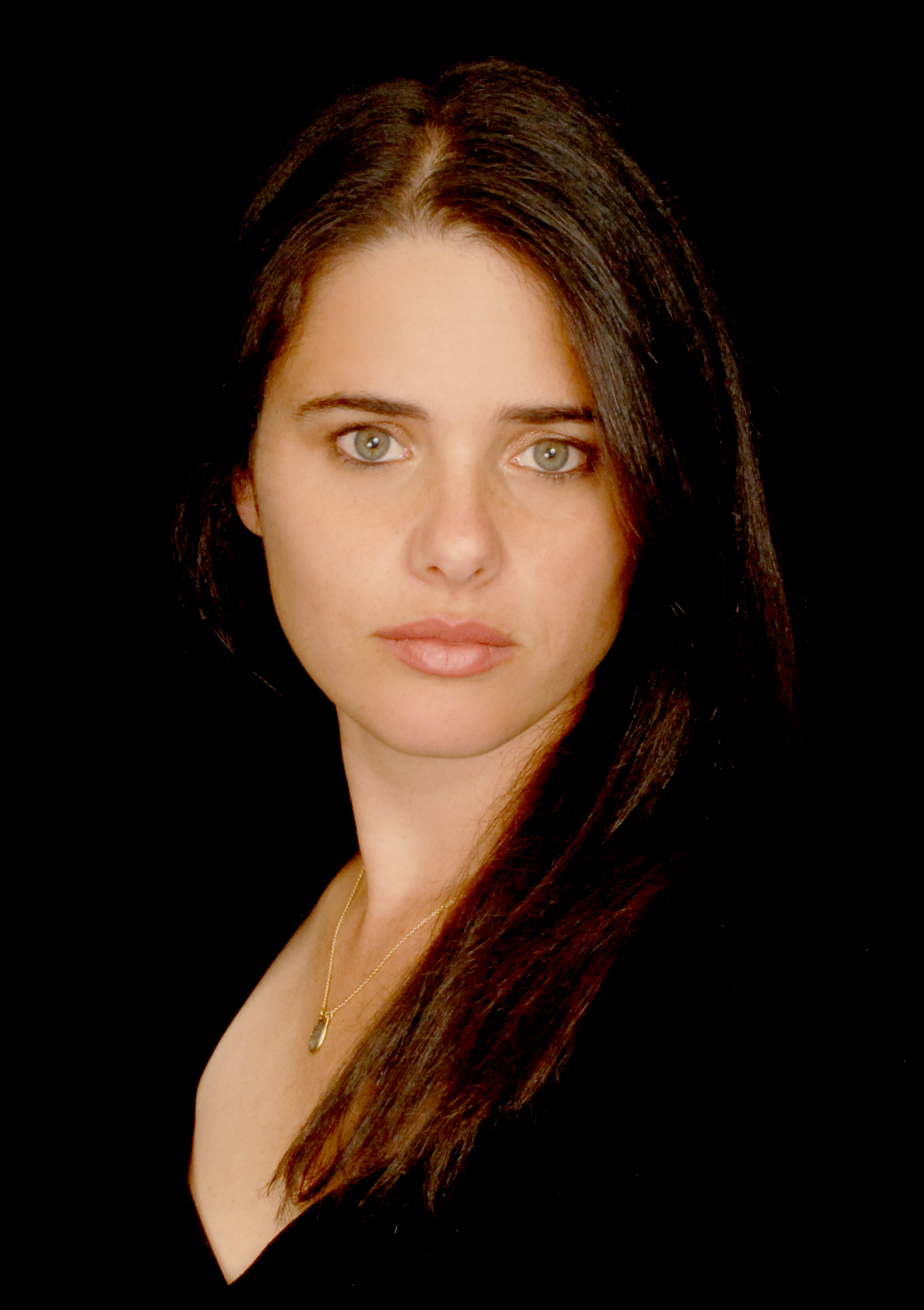
Ayelet Shaked.

| Knesset | Années    | Nombre | Députés |
| ------- | --------- | ------ | --- |
| 17      | 2008–2009 | 5      | Uri Ariel, Eliyahu Gabai, Zvi Hendel, Zevulun Orlev, Nissan Slomiansky |
| 18      | 2009–2013 | 3      | Daniel Hershkowitz, Uri Orbach, Zevulun Orlev |
| 19      | 2013–2015 | 12     | Naftali Bennett, Uri Ariel, Nissan Slomiansky, Eli Ben-Dahan, Ayelet Shaked, Uri Orbach (décédé en fonction), Zvulun Kalfa, Avi Wortzman, Moti Yogev, Orit Strook, Yoni Chetboun, Shuli Mualem, Hillel Horowitz (à partir du 16/02/2015) |
| 20      | 2015–2019 | 8      | Naftali Bennett, Uri Ariel, Ayelet Shaked, Eli Ben-Dahan, Nissan Slomiansky, Yinon Magal (démission en 2015), Moti Yogev, Bezalel Smotrich, Shuli Mualem (à partir d'octobre 2015)                                                       |
| 21      | 2019      | 3      | Rafi Peretz, Moti Yogev, Idit Silman |
| 22      | 2019–2020 | 2      | Rafi Peretz, Moti Yogev |
| 23      | 2020–2021 | 1      | Rafi Peretz |